# Onthophagus sacharovskii
Onthophagus sacharovskii es una especie de insecto del género Onthophagus, familia Scarabaeidae, orden Coleoptera.

Fue descrita científicamente por Olsoufieff en 1918.